# Pterygotrigla leptacanthus
Pterygotrigla leptacanthus és una espècie de peix pertanyent a la família dels tríglids.

## Descripció
- Fa 15 cm de llargària màxima.[5][6]

## Hàbitat
És un peix marí i demersal que viu fins als 500 m de fondària.

## Distribució geogràfica
Es troba a Austràlia i Indonèsia.

## Observacions
És inofensiu per als humans.